# Austrocolomia
Austrocolomia es un género de foraminífero bentónico de la Subfamilia Ichthyolariinae, de la familia Ichthyolariidae, de la superfamilia Robuloidoidea, del suborden Lagenina y del orden Lagenida. Su especie tipo es Austrocolomia marschalli. Su rango cronoestratigráfico abarca desde el Anisiense (Triásico medio) hasta el Rhaetiense (Triásico superior).

## Clasificación
Austrocolomia incluye a las siguientes especies:
- Austrocolomia carinata †
- Austrocolomia cordevolica †
- Austrocolomia marschalli †
- Austrocolomia primitiva †
- Austrocolomia quadrata †
- Austrocolomia rhaetica †